# Вечная принцесса
«Вечная принцесса» (англ. The Constant Princess) — исторический роман британской писательницы Филиппы Грегори, рассказывающий об Екатерине Арагонской. Был впервые опубликован в 2004 году. По его мотивам снят сериал «Испанская принцесса».

## Сюжет
Центральная героиня романа — Екатерина Арагонская, испанская принцесса, которая становится женой наследника английского престола, принца Артура. Девочке, вырванной из привычного окружения и не знающей ни слова по-английски, приходится строить новую жизнь; невзирая на трудности, она стремится к одной цели — стать королевой. Артур умирает вскоре после свадьбы, но Екатерина выходит за его младшего брата, Генриха VIII. Её ждут более двадцати лет супружеской жизни, рождение и потеря многочисленных детей, аннулирование брака по воле мужа и превращение во вдовствующую принцессу Уэльскую.

## Оценки
Обозреватель Publishers Weekly написал о «Вечной принцессе»: «Умение Грегори создавать саспенс увлекает читателя несмотря на предрешённый для исторического романа финал». Рецензент The Historical Novel Society review отметил: «Факты хорошо известны, но то, как Грегори рассказывает историю, — это чудо. Превращение юной Каталины в зрелую Екатерину Арагонскую, сухо описанное в исторических книгах, оживает в талантливых руках Грегори. Переходя от повествования от третьего лица к личным откровениям Каталины, мы становимся свидетелями мучительного вступления инфанты в английскую жизнь, её любви к некогда презираемому мужу Артуру, её вдовства и махинаций, приведших её к трону Англии через брак с дерзким, незрелым Генрихом». По словам критика, «Вечная принцесса» — «потрясающая книга, которую обязательно нужно прочесть».
По мотивам «Вечной принцессы» и её продолжения, «Проклятия королей», был снят сериал «Испанская принцесса» (2019—2020).